# ジョン・ロス・ボウイ
ジョン・ロス・ボウイ（John Ross Bowie、1971年5月30日 - ）は、アメリカ合衆国の俳優。

## 出演作品
- グッドラック・チャーリー
- デンジャラス・バディ
- ビッグバン★セオリー　ギークなボクらの恋愛法則vシーズン5（バリー・クリプキ）
- ＢＯＮＥＳ　ボーンズ　-骨は語る- シーズン7
- バーン・ノーティス　元スパイの逆襲 シーズン5
- ビッグバン★セオリー　ギークなボクらの恋愛法則 シーズン4（バリー・クリプキ）
- メル＆ジョー　好きなのはあなたでしょ? シーズン1
- ザ・グレイズ　～フロリダ殺人事件簿 シーズン1
- ビッグバン★セオリー　ギークなボクらの恋愛法則 シーズン3（バリー・クリプキ）
- ラリーのミッドライフ★クライシス シーズン7
- ビッグバン★セオリー　ギークなボクらの恋愛法則 シーズン2（バリー・クリプキ）
- ＣＳＩ：８　科学捜査班
- サイク／名探偵はサイキック? シーズン1
- glee シーズン1（アルバム撮影カメラマン役）
- そんな彼なら捨てちゃえば（ダン役）